# Paul-Alfred Colin
Pour les articles homonymes, voir Paul Colin et Colin.
Ne doit pas être confondu avec Paul Colin (affichiste).
Paul-Alfred Colin est un peintre et enseignant français né le 19 octobre 1838 à Nîmes et mort le 17 juin 1916 dans le 17e arrondissement de Paris.

## Biographie
Paul-Alfred Colin est issu d'une famille d'artistes. Son père, le peintre d'histoire Alexandre Colin (1798-1875) est directeur de l'école de dessin de Nîmes quand il naît. Élève de Jean-Paul Laurens avec lequel il deviendra ami, Paul-Alfred Colin fréquente un groupe de peintres qui se retrouvent régulièrement l'été sur la côte normande, à Yport. Colin y achète un terrain près de la villa Les Charmilles de Jules Diéterle. Il épouse la fille du peintre Achille Devéria. Il débute en peinture lors du Salon de 1863 et présentera régulièrement des paysages normands les années suivantes. Il est le demi-frère du sculpteur Louis Vidal.
Dès 1867, Alfred Nunès, collectionneur d'art et maire d'Yport, a fédéré les peintres, la plupart refusés du Salon, qui sont les membres informels de ce qui sera appelé l'« Académie d'Yport », ils peignent les sujets normands, marines et vie paysanne. On retrouve aussi des artistes qui, comme Colin, se font construire des villas en voisins près d'Yport, si bien que les familles Colin, Diéterle, Daubigny, Faourié et Laurens sont également liées par plusieurs mariages entre leurs enfants.
En 1865, Colin est chargé de la restauration des fresques de la fin du XVe siècle découvertes peu de temps avant dans l'église Saint-Orien de Meslay-le-Grenet. Il réalise ce travail avec Camille Marcille, cependant leur travail donne lieu à une polémique sur leurs choix artistiques.
Parallèlement, il enseigne le dessin à l'École polytechnique puis est nommé en 1879 inspecteur général de l'enseignement du dessin et des musées. En juillet 1901, il est promu officier de la Légion d'honneur

Œuvres de Paul-Alfred Colin
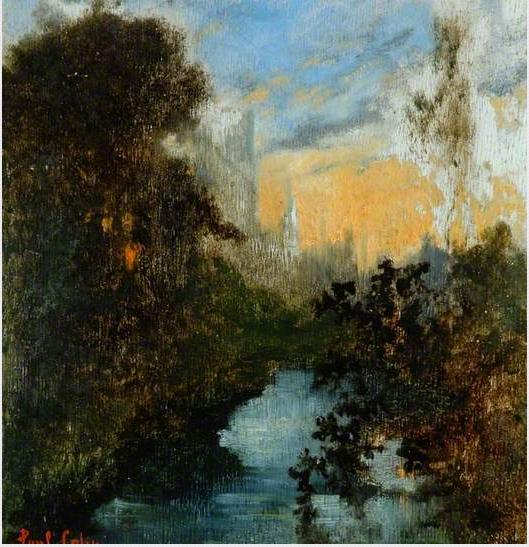
Coucher de soleil avec rivière (vers 1865), Barnard Castle, Bowes Museum.
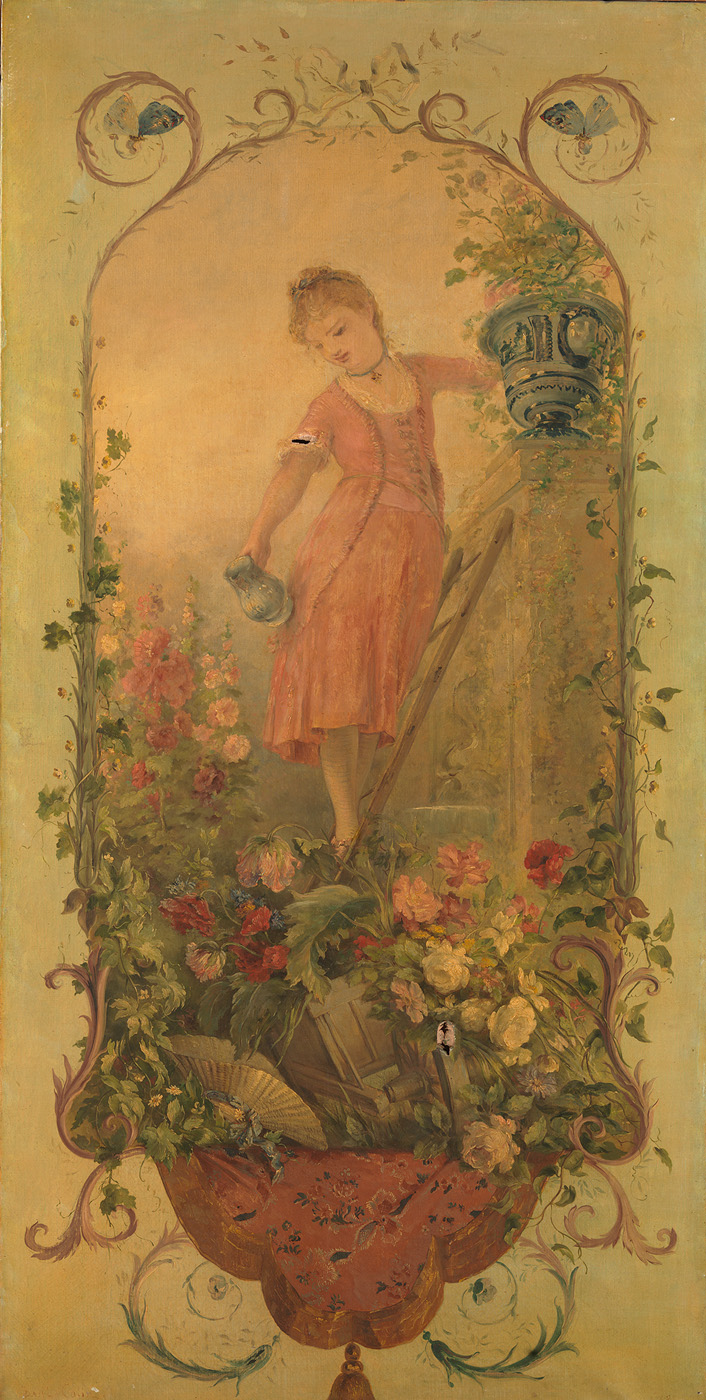
Panneau décoratif (1873), musée d'Amsterdam.
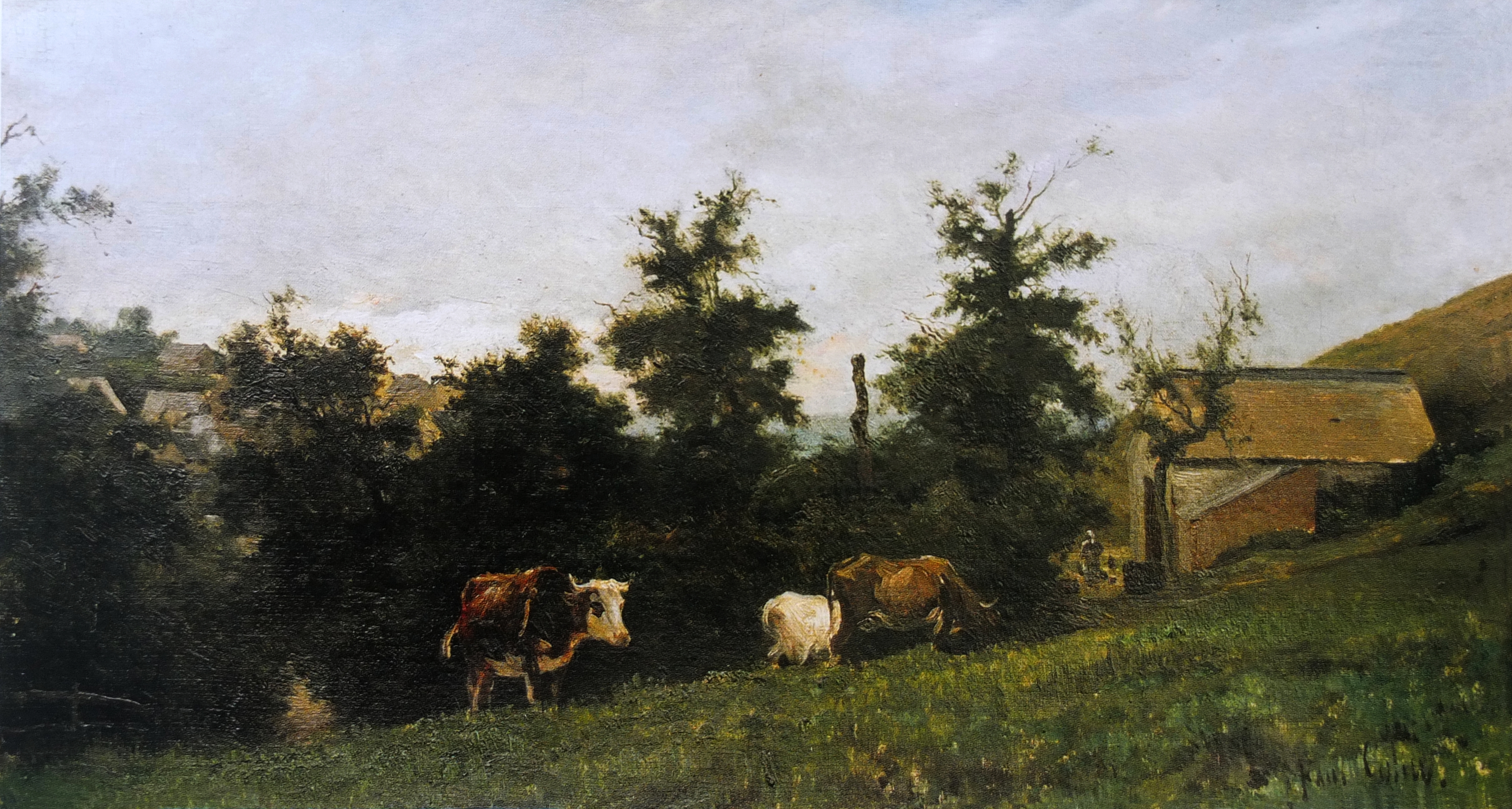
Soleil couchant à Yport (1886), Coutances, musée Quesnel-Morinière.